# Ivan Ivanovič Gorbačevskij
Ivan Ivanovič Gorbačevskij (in russo Иван Иванович Горбачевский?; Nižyn, 22 settembre 1800 – Petrovskij Zavod, 26 febbraio 1869) è stato un militare russo, uno dei più attivi decabristi nonché membro della Società degli Slavi Uniti.